# Villa Nouvelle
La villa Nouvelle est une voie du 8e arrondissement de Paris, en France.

## Situation et accès
La villa Nouvelle est une voie située dans le 8e arrondissement de Paris. Elle débute au 30, avenue de Wagram et se termine en impasse.

## Historique
La voie est raccordée à l'assainissement public par un arrêté du 31 janvier 1930.